# Serra de la Muga
La serra de la Muga és una serra situada al municipi de Gósol a la comarca del Berguedà, amb una elevació màxima de 1.800 metres.